# Enrico Battaglin
Enrico Battaglin (ur. 17 listopada 1989 w Marostica) – włoski kolarz szosowy.
W 2011 wygrał Coppa Sabatini. W 2012 zadebiutował w Giro d’Italia, zajmując 74. miejsce. Rok później osiągnął swój pierwszy duży sukces w profesjonalnej karierze, wygrywając po finiszu z peletonu 4. etap Giro d’Italia 2013, a w 2014 dodał do tego kolejne zwycięstwo w Giro d’Italia, tym razem na 14. etapie.

## Najważniejsze osiągnięcia
2010
- 1. miejsce w Giro delle Regioni
  - 1. miejsce na 1. etapie

2011
- 1. miejsce w Coppa Sabatini
- 3. miejsce w Giro della Romagna

2012
- 3. miejsce w Gran Premio di Lugano
- 7. miejsce w Tour of Turkey

2013
- 1. miejsce na 4. etapie Giro d’Italia

2014
- 1. miejsce na 14. etapie Giro d’Italia

2018
- 1. miejsce na 5. etapie Giro d’Italia

2021
- 3. miejsce w Giro dell’Appennino